# 마이클 플린
마이클 토머스 "마이크" 플린(영어: Michael Thomas "Mike" Flynn, 1958년 ~ )은 미국의 육군 장성으로 도널드 트럼프 행정부에서 국가안보보좌관을 지냈다.
오바마 정부의 각종 정책들을 비판했으며, 2016년 미국 대선 당시 트럼프 캠프에 참여하여, 공화당 전국 대회에서 기조 연설자로 활약하기도 했으나, 소속당은 민주당이라고 한다.